# The Adventures of Alundra
The Adventures of Alundra (アランドラ Arandora?), känt som Alundra utanför Europa , är ett TV-spel utvecklat av Matrix Software för Playstation och gavs ut den 11 april 1997. Spelet fick god kritik för dess ovanliga berättelse och smidiga spelmekanik. Spelets huvudperson är en pojke vid namn Alundra, som har kraften att gå in i människors drömmar. Han är skeppsbruten nära byn Inoa och fortsätter vidare för att försöka hjälpa lokalbefolkningen, som är drabbad av en fruktansvärd förbannelse. Berättelsen blir stegvis dunklare och förvriden under spelets gång. En uppföljare till spelet, Alundra 2, släpptes i Europa den 30 juni 2000.